# Oospila fimbripedata
Oospila fimbripedata es una especie de polilla perteneciente a la familia Geometridae, descrita por el lepidopterólogo inglés William Warren en 1907, con distribución en Perú..